# Sam Kessel
Sam Einar Lippy Kessel, född den 24 maj 1989 i Uppsala, är en svensk skådespelare. Han är son till Paul Kessel.
Som barn hade Sam Kessel betydande roller i ett antal filmer. Debuten kom 1999 med den Guldbaggebelönade barnfilmen Tsatsiki, morsan och polisen, där han spelade Tsatsikis klasskompis Per Hammar. Han återkom i filmens uppföljare Tsatsiki - vänner för alltid, år 2001. Året innan hade han även haft en av huvudrollerna i Lukas Moodyssons film Tillsammans. 
Våren 2007 gjorde han sin debut på teaterscenen då Teater C satte upp pjäsen Vinterkärlek av David Hare på  Reginateatern i Uppsala. Våren 2008 satte Teater C upp sin andra produktion, Avslutningen, en monolog levererad av Kessel. Avslutningen var regisserad och skriven av Dag Thelander.
Kessel har även ägnat sig åt estradpoesi. Den 2 mars 2008 vann han delfinalen i Poetry Slam i Uppsala. I maj 2009 vann han SM-guld i grenen Triathlon vid Poetry Slam-SM i Norrköping. År 2010 var han med och arrangerade SM i samma tävling som gick av stapeln i Uppsala på Reginateatern.[källa behövs]
Sam Kessel var producent och konstnärlig ledare för Ordsprak – Uppsala Internationella Poesifestival.

## Filmografi
- 1999 – Tsatsiki, morsan och polisen
- 2000 – Tillsammans
- 2001 – Tsatsiki - vänner för alltid
- 2001 – Familjehemligheter
- 2003 – Boban hockeystjärnan (kortfilm)
- 2004 – Dag och natt
- 2005 – Livet enligt Rosa (TV-serie)
- 2006 – Den sista hunden i Rwanda (kortfilm)
- 2009 – Because the Night (kortfilm)